# Sven Bärtschi
Pour les articles homonymes, voir Bärtschi.
Sven Bärtschi, né le 5 octobre 1992 à Langenthal dans le canton de Berne, est un joueur professionnel suisse de hockey sur glace. Il évolue au poste d'ailier gauche.

## Biographie
Sven Bärtschi a effectué toute sa carrière de junior avec le SC Langenthal, disputant ses premiers matchs avec la deuxième équipe du club à l'âge de 15 ans. Il dispute avec l'équipe de Suisse le championnat du monde moins de 18 ans en 2009. Lors de la saison 2009-2010, il inscrit 10 buts en 9 rencontres avec les Juniors Elites A du EV Zoug et il inscrit 12 points en 37 matchs de LNB avec Langenthal. Il participe ensuite une nouvelle fois au championnat du monde moins de 18 ans en 2010.
Il est ainsi repêché par les Winterhawks de Portland en première ronde, en septième position au cours de la sélection européenne 2010 de la Ligue canadienne de hockey. Il part alors en Amérique du Nord et s'aligne dans la Ligue de hockey de l'Ouest pour la saison 2010-2011. Il rejoint à cette occasion Nino Niederreiter, autre jeune joueur suisse auquel il est souvent comparé. Ses bonnes prestations avec les Winterhawks lui valent d'être sélectionné pour jouer le Championnat du monde junior de hockey sur glace 2011. En janvier 2011, il est classé au 6e rang de tous les joueurs évoluant en Amérique du Nord en vue du repêchage 2011 de la LNH. Il est également sélectionné pour disputer en janvier 2011 le Top Prospects Game de la Ligue canadienne de hockey, réunissant les 40 meilleurs joueurs des ligues de hockey junior canadiennes qui sont éligibles au repêchage LNH de la même année. Il y inscrit un but et une passe décisive, pour une victoire de son équipe 7-1.

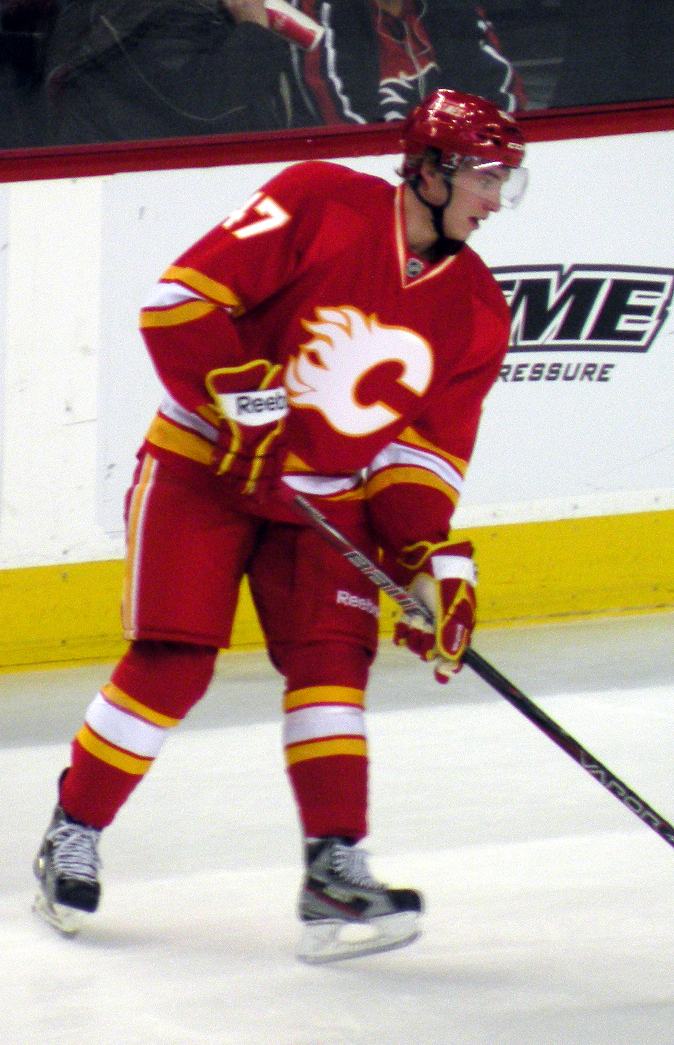
Sven Bärtschi lors de son premier match avec les Flames de Calgary.

Pour sa saison recrue, Bärtschi inscrit finalement 34 buts et 51 passes décisives pour 85 points, soit le meilleur total dans chacune des trois catégories parmi les recrues de la LHOu. À la fin de la saison, il est nommé pour le Trophée Jim Piggott remis à la meilleure recrue de la saison 2010-2011 de la Ligue de hockey de l'Ouest, mais il est finalement devancé par Matt Dumba.
Il est repêché en 2011 en 13e position par les Flames de Calgary de la Ligue nationale de hockey. Il est ainsi le deuxième Suisse repêché le plus haut en LNH, juste derrière son coéquipier Nino Niederreiter, sélectionné l'année d'avant en 5e position par les Islanders de New York.
Lors de la saison suivante, il dispute le camp d'entraînement de Flames, mais est finalement cédé aux Winterhawks de Portland. Ses coéquipiers Ryan Johansen et Nino Niederreiter étant conservés avec leurs clubs respectifs en Ligue nationale, Bärtschi reçoit de plus grandes responsabilités dans l'équipe, au sein de laquelle il forme une ligne avec notamment son coéquipier Ty Rattie. Au mois de janvier, il dispute une nouvelle fois le Championnat du monde junior, durant lequel il souffre d'une commotion qui le contraint à disputer seulement deux rencontres. Le 7 mars 2012, il est rappelé par les Flames de Calgary, peu après avoir été élu meilleur joueur de la semaine en LHOu grâce à ses 10 points dont 8 buts en 4 rencontres. Il fait ses débuts en LNH le 9 mars 2012 contre les Jets de Winnipeg, dans le premier affrontement entre les deux franchises depuis 1996. Il est aligné aux côtés de Tom Kostopoulos et Greg Nemisz, mais ne récolte pas de point alors que les Flames gagnent 5-3. Il inscrit son premier but en LNH deux jours plus tard contre le Wild du Minnesota, à sa seconde rencontre avec les Flames. Au total, il inscrit trois réussites en cinq rencontres.
De retour à Portland pour la fin de la saison, il aide son équipe à se qualifier pour les séries éliminatoires. Les Winterhawks échouent néanmoins en finale contre les Oil Kings d'Edmonton, qui remportent la Coupe Ed Chynoweth et le droit de disputer la Coupe Mémorial. Sven Bärtschi termine néanmoins meilleur compteur des séries, un point devant son coéquipier Ty Rattie.

## Trophées et honneurs personnels
Ligue canadienne de hockey
- Sélectionné pour le Top Prospects Game 2011.

- Joueur de la semaine du 2 mai 2011 au 8 mai 2011,  10 octobre 2011 au 16 octobre 2011,  27 février 2012 au 4 mars 2012 en Ligue de hockey de l'Ouest (WHL)[7].
- Joueur de la semaine du 2 mai 2011 au 8 mai 2011 en Ligue canadienne de hockey (CHL)[8].
- Nommé dans la Seconde Équipe d'étoiles de la Ligue de Hockey de l'Ouest 2011-2012[9]

## Statistiques

### Statistiques en club
| Saison     | Équipe                      | Ligue            |     | Saison régulière | Saison régulière | Saison régulière | Saison régulière | Saison régulière | Saison régulière |    | Séries éliminatoires | Séries éliminatoires | Séries éliminatoires | Séries éliminatoires | Séries éliminatoires | Séries éliminatoires |
| Saison     | Équipe                      | Ligue            | PJ  | B                | A                | Pts              | Pun              | +/-              | PJ               | B  | A                    | Pts                  | Pun                  | +/-                  |                      |                      |
| 2007-2008  | SC Langenthal U20           | Juniors Élites A | 18  | 3                | 3                | 6                | 4                |                  | 7                | 1  | 2                    | 3                    | 4                    | [ Note 2 ]           |                      |                      |
| 2008-2009  | SC Langenthal               | LNB              | 2   | 0                | 0                | 0                | 0                |                  | -                | -  | -                    | -                    | -                    | -                    |                      |                      |
| 2008-2009  | SC Langenthal U20           | Juniors Élites A | 37  | 21               | 32               | 53               | 40               |                  | 6                | 4  | 3                    | 7                    | 35                   | [ Note 2 ]           |                      |                      |
| 2009-2010  | SC Langenthal               | LNB              | 37  | 6                | 6                | 12               | 8                |                  | 7                | 0  | 3                    | 3                    | 4                    |                      |                      |                      |
| 2009-2010  | EV Zoug U20                 | Juniors Élites A | 9   | 10               | 13               | 23               | 4                |                  | 2                | 3  | 1                    | 4                    | 2                    |                      |                      |                      |
| 2010-2011  | Winterhawks de Portland     | LHOu             | 66  | 34               | 51               | 85               | 74               | +23              | 21               | 10 | 17                   | 27                   | 16                   | +10                  |                      |                      |
| 2011-2012  | Winterhawks de Portland     | LHOu             | 47  | 33               | 61               | 94               | 36               | +15              | 22               | 14 | 20                   | 34                   | 10                   | +11                  |                      |                      |
| 2011-2012  | Flames de Calgary           | LNH              | 5   | 3                | 0                | 3                | 4                | +2               | -                | -  | -                    | -                    | -                    | -                    |                      |                      |
| 2012-2013  | Heat d'Abbotsford           | LAH              | 32  | 10               | 16               | 26               | 16               | -1               | -                | -  | -                    | -                    | -                    | -                    |                      |                      |
| 2012-2013  | Flames de Calgary           | LNH              | 20  | 3                | 7                | 10               | 6                | 0                | -                | -  | -                    | -                    | -                    | -                    |                      |                      |
| 2013-2014  | Heat d'Abbotsford           | LAH              | 41  | 13               | 16               | 29               | 18               | +1               | 4                | 0  | 1                    | 1                    | 6                    | -3                   |                      |                      |
| 2013-2014  | Flames de Calgary           | LNH              | 26  | 2                | 9                | 11               | 6                | -4               | -                | -  | -                    | -                    | -                    | -                    |                      |                      |
| 2014-2015  | Flames de l'Adirondack      | LAH              | 36  | 8                | 17               | 25               | 6                | 0                | -                | -  | -                    | -                    | -                    | -                    |                      |                      |
| 2014-2015  | Flames de Calgary           | LNH              | 15  | 0                | 4                | 4                | 6                | -3               | -                | -  | -                    | -                    | -                    | -                    |                      |                      |
| 2014-2015  | Comets d'Utica              | LAH              | 15  | 7                | 8                | 15               | 4                | +6               | 21               | 8  | 7                    | 15                   | 6                    | -1                   |                      |                      |
| 2014-2015  | Canucks de Vancouver        | LNH              | 3   | 2                | 0                | 2                | 4                | 0                | 2                | 0  | 0                    | 0                    | 0                    | 0                    |                      |                      |
| 2015-2016  | Canucks de Vancouver        | LNH              | 69  | 15               | 13               | 28               | 14               | -14              | -                | -  | -                    | -                    | -                    | -                    |                      |                      |
| 2016-2017  | Canucks de Vancouver        | LNH              | 68  | 18               | 17               | 35               | 8                | -6               | -                | -  | -                    | -                    | -                    | -                    |                      |                      |
| 2017-2018  | Canucks de Vancouver        | LNH              | 53  | 14               | 15               | 29               | 20               | +3               | -                | -  | -                    | -                    | -                    | -                    |                      |                      |
| 2018-2019  | Canucks de Vancouver        | LNH              | 26  | 9                | 5                | 14               | 6                | -9               | -                | -  | -                    | -                    | -                    | -                    |                      |                      |
| 2019-2020  | Canucks de Vancouver        | LNH              | 6   | 0                | 2                | 2                | 4                | -2               | -                | -  | -                    | -                    | -                    | -                    |                      |                      |
| 2019-2020  | Comets d'Utica              | LAH              | 43  | 13               | 33               | 46               | 20               | +3               | -                | -  | -                    | -                    | -                    | -                    |                      |                      |
| 2020-2021  | Comets d'Utica              | LAH              | 24  | 5                | 9                | 14               | 10               | -15              | -                | -  | -                    | -                    | -                    | -                    |                      |                      |
| 2021-2022  | Golden Knights de Vegas     | LNH              | 1   | 0                | 0                | 0                | 0                | -1               | -                | -  | -                    | -                    | -                    | -                    |                      |                      |
| 2021-2022  | Silver Knights de Henderson | LAH              | 44  | 15               | 13               | 28               | 6                | -14              | 2                | 1  | 0                    | 1                    | 0                    | -2                   |                      |                      |
| 2022-2023  | CP Berne                    | NL               | 36  | 4                | 10               | 14               | 6                | -8               | -                | -  | -                    | -                    | -                    | -                    |                      |                      |
| Totaux LNH | Totaux LNH                  | Totaux LNH       | 292 | 66               | 72               | 138              | 78               | -23              | 2                | 0  | 0                    | 0                    | 0                    | 0                    |                      |                      |

### Statistiques en équipe nationale
| Année | Compétition |   | PJ | B | A | Pts | Pun       |  | Résultat |
| 2009  | CM U18      | 6 | 1  | 2 | 3 | 2   | 8e place  |  |          |
| 2010  | CM U18      | 6 | 1  | 2 | 3 | 2   | 8e place  |  |          |
| 2011  | CM Jr.      | 6 | 1  | 1 | 2 | 4   | 5e place  |  |          |
| 2012  | CM Jr.      | 2 | 0  | 0 | 0 | 0   | 8e place  |  |          |
| 2014  | CM          | 1 | 0  | 0 | 0 | 0   | 10e place |  |          |